# 내성 착각
내성 착각 ( Introspection Illusion ) 스스로 자신의 정신 상태의 과정에 직접 접근할 수 있다고 자신하는데서 발생하는 착각이다.  여기서 내성이란 말은 '자신을 돌이켜 본다'는 뜻이며 내성 착각은 다시 말해 자신 어떤 것을 알고 있다고 스스로 생각하지만 실제로는 제대로 알지 못하는 것을 말한다.  
인지 편향의 하나로 사람들이 그들의 정신 상태의 원천을 직접적인 시야를 갖고 있다고 생각하는 착각을 말한다.  반면에 다른 사람들의 내성은 신뢰하지 않는다.  이것은 심리학적 실험에서 증명되었으며 어떻게 사람들이 그들을 타인과 비교할 때 갖는 편향에 대한 기초를 제공한다.  
이 용어는 에밀리 프로닌이 처음 사용하였다. 

## 같이 보기
- 합리적 선택 이론
- 변화맹
- 자기인식이론